# Vibhajyavada

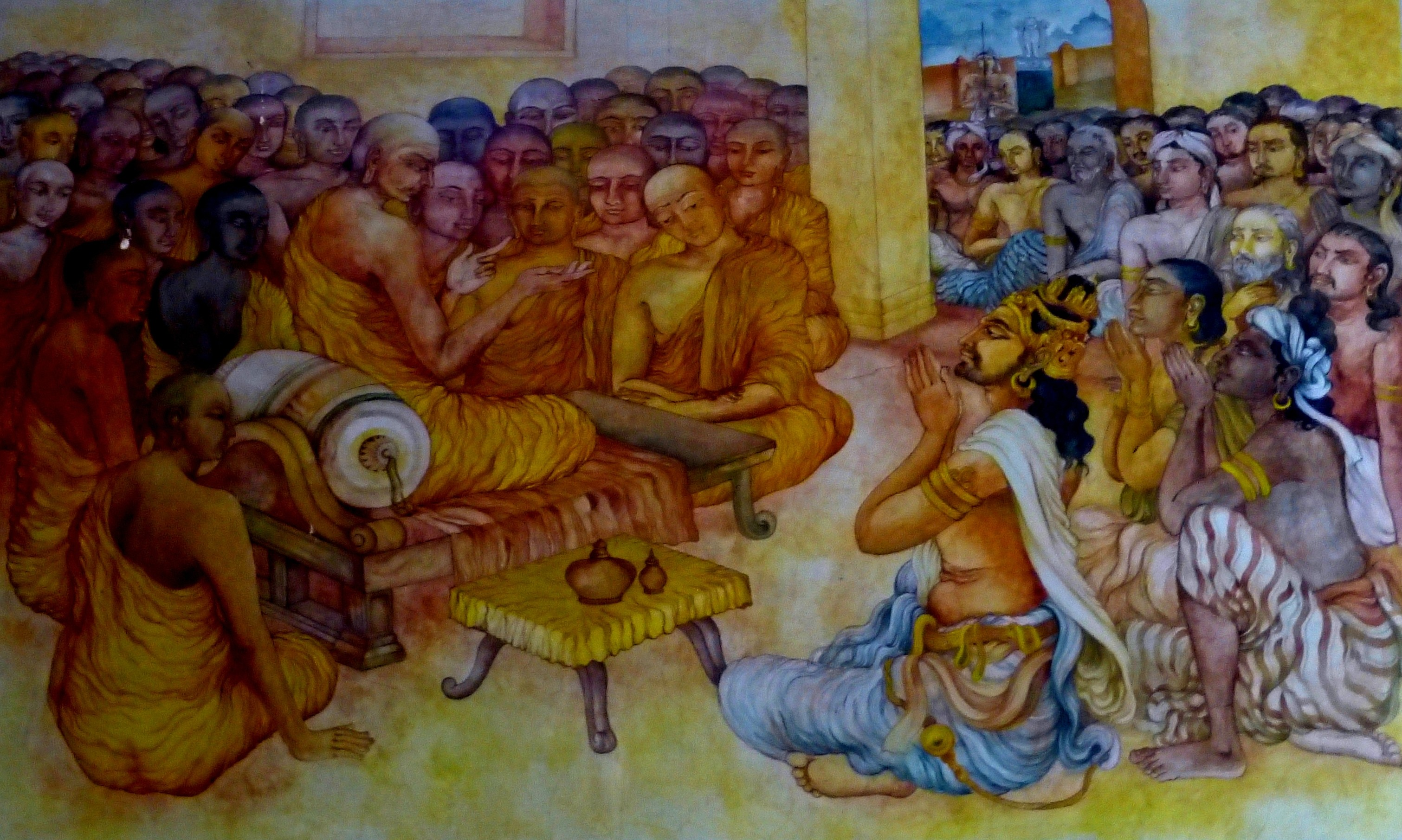
Selon le récit traditionnel Theravada, l'ancien Moggaliputta-Tissa a défendu la doctrine Vibhajyavāda sous Aśoka lors du troisième concile.

Vibhajyavada (IAST: Vibhajyavāda, pali: Vibhajjavada) est le nom d'une école du bouddhisme ancien d'Inde. Elle aurait été créée au IIIe siècle avant notre ère. Elle est une branche du courant sthavira nikāya. Son nom signifie: distinction du fait que cette école, contrairement au sarvastivada qui considère les dharmas comme existant dans les trois temps, faisait la distinction entre les dharmas du passé, du présent et du futur. Ce terme est parfois même utilisé de manière générique pour toutes les écoles distinguant entre les dharmas des trois temps. Le terme pali vibhajjavada est parfois aussi utilisé comme synonyme de theravada, au sens de ceux qui pensent que la réalité devrait être analysée par distinction entre des positions positives ou négative.